# Articulation crico-aryténoïdienne
L'articulation crico-aryténoïdienne est une jointure synoviale paire du larynx. Elle unit le bord supérieur du cartilage cricoïde à la base du cartilage aryténoïde.

## Structure
L'articulation crico-aryténoïdienne est une articulation cotyloïde très peu profonde.
Sa capsule est renforcée par les ligaments crico-aryténoïdien et crico-pharyngien.

## Anatomie fonctionnelle
L'articulation crico-aryténoïdienne permet un mouvement de rotation important et de glissement limité.
L'articulation crico-aryténoïdienne contrôle l'abduction et l'adduction des cordes vocales.. Elle est mobilisée par de nombreux muscles intrinsèques du larynx.

## Historique
L'articulation crico-aryténoïdienne a été décrite pour la première fois par Galien.